# U-400
Unterseeboot 400 foi um submarino alemão do Tipo VIIC, pertencente a Kriegsmarine que atuou durante a Segunda Guerra Mundial.

## Comandantes
| Comandante          | Data                                         |
| ------------------- | -------------------------------------------- |
| Kptlt. Horst Creutz | 18 de março de 1944 - 15 de dezembro de 1944 |

## Subordinação
Durante o seu tempo de serviço, esteve subordinado às seguintes flotilhas:
| Período                                        | Flotilha                                   |
| ---------------------------------------------- | ------------------------------------------ |
| 18 de março de 1944 - 31 de outubro de 1944    | 5. Unterseebootsflottille (treinamento)    |
| 1 de novembro de 1944 - 15 de dezembro de 1944 | 11. Unterseebootsflottille (serviço ativo) |